# Île aux Chevaux (Maine-et-Loire)
L'île aux Chevaux est une île de la Loire, en France appartenant administrativement à Sainte-Gemmes-sur-Loire.

## Description
Il s'agit d'une longue île de plus de 3,7 km pour une largeur qui ne dépasse pas les 500 m. Sa superficie de 108 ha s'est agrandie au fil des temps, soit naturellement  par rattachement d'îlots voisins, des dépôts alluvionnaires établissant la jonction, soit artificiellement par la création d'atterrements sur ses berges. La totalité de lîle est soumise à un fort aléa d'inondation en cas de crue de la Loire. Partagée entre 76 propriétaires différents, elle est la résidence de deux familles.

## Patrimoine naturel
La richesse floristique de cette île est très grande. Un inventaire mené au milieu des années 1990 a révélé qu'elle recélait 277 espèces végétales dont une demi-douzaine sont rares ou régionalement protégées.
Sa grande superficie lui permet de présenter des paysages diversifiés : les prairies  rythmées de haies en constituent plus 55 % de la surface, le reste se partageant entre des boisements naturels à base d'ormes et de frênes ou artificiels composés de peupleraies et des végétations variées sur ses rives.